# 柴田やす

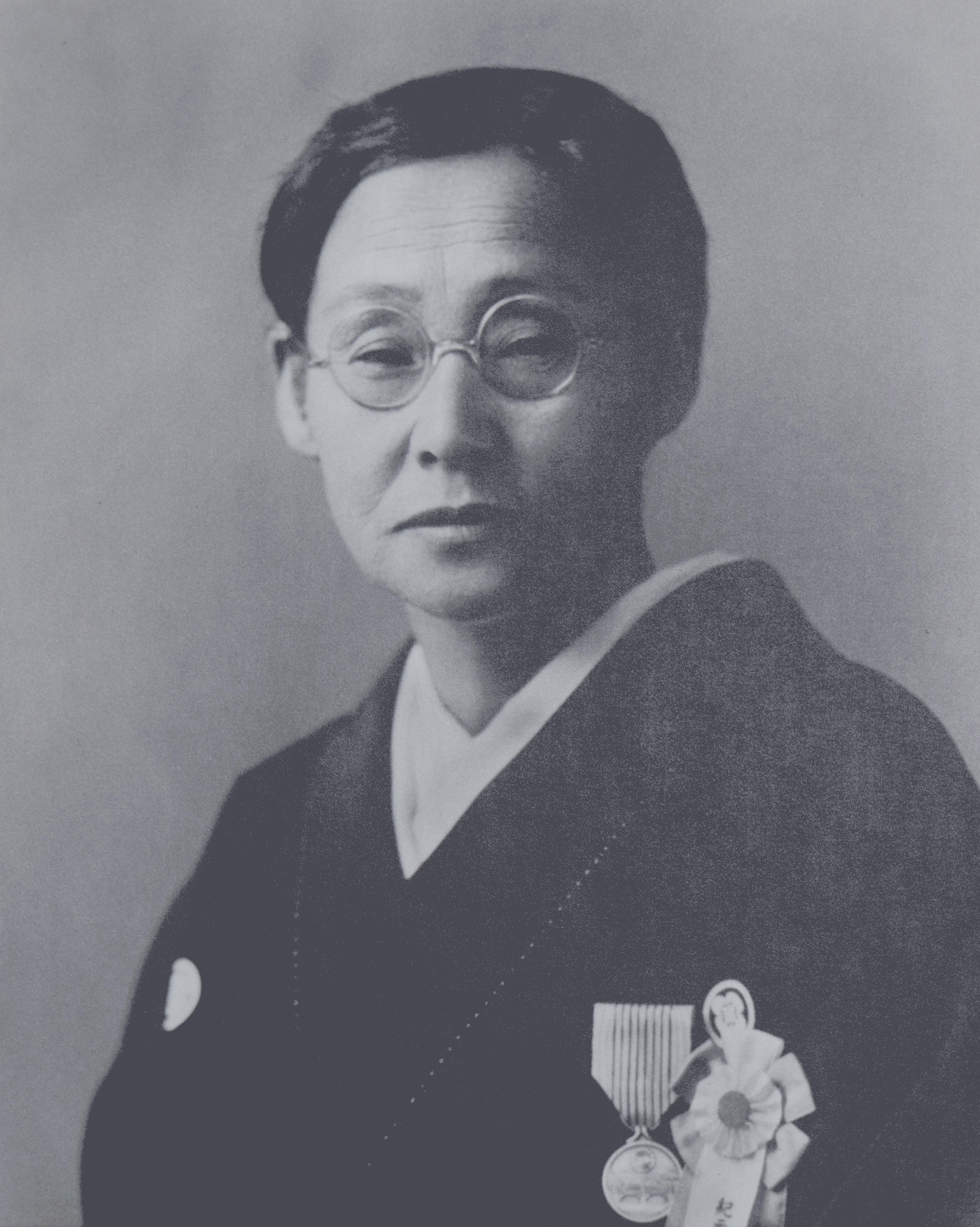
柴田やす

柴田 やす（しばた やす、1881年1月1日 - 1950年5月14日）は、学校法人柴田学園の創立者、東北女子短期大学初代学長。日本において女子教育に取り組んだ人物の一人である。

## 生涯
1881年（明治14年）1月1日、東津軽郡青森町大字安方町（現：青森県青森市）に、父、今村儀三郎、母、ひさの長女として生まれる。父の儀三郎は安方町で酒造業を営み、もともとは弘前の豪商。母のひさは、代々医者で、当時薬種業を営んでいた南了益の娘。了益には娘がおらず、やす一人だったことから、そのうえ元旦生まれということからを祝い、その祝いの歌から"やす"と名づけられる。やすが生まれてから100日経って間もないころ、父儀三郎が海釣りに誘われて出かけ、事故に遭う。奇跡的に儀三郎は助かるが、9ヶ月後に体調が優れず亡くなる。その後、ひさの実家、南家へ引き取られ、幼児期を過ごす。父の顔は知らないでいたが、南家の祖父母の寵愛と、母の慈愛を受け、育つ。
1886年（明治19年）儀三郎亡き後、ひさは今村家から籍を抜き、県会議員の白鳥策太郎と再婚。連れ子として、やすも引き取られ、荒川尋常小学校（現：青森市立荒川小学校）に入学。同期に、造道小学校から転校してきた郡場寛がいる。1891年（明治24年）同小学校卒業、新町小学校高等科に進学。1894年（明治27年）3月、優秀な成績で新町小学校高等科を卒業。ひさは、ひさの父方の伯父の家に家事手伝い兼、養育方を頼む。当時、伯父の家では下宿人もおいていて、下宿人の給仕、そして家事手伝いのかたわら、近所の裁縫学校に通う。
1900年（明治33年）質屋の柴田文太郎の弟、勇吉と縁談がまとまり柴田家に嫁ぐ。勇吉の家は質屋から分家した呉服屋。しかし勇吉は商売に力を入れておらず、やすは苦労が絶えなかった。一方、白鳥家では、再婚後に生まれた娘も成人し、娘はアメリカで成功した実業家、秋元正規と結婚。1906年（明治39年）6月1日、秋元・秋元の妻・義妹とともに上京。東京府家事科教員伝習所に入学。秋元の妻の通う築地外国語学校洋裁部にも週二日通い、小学校裁縫科正教員をとる。1909年（明治42年）夫勇吉が丹毒病にかかり、帰郷。小学校裁縫科正教員の免許を取得し、新町小学校に勤務。1910年（明治43年）中等学校家政科被服教員免許状、取得。新町小学校から浦町小学校、そして青森市公立女子実業補助学校（青森県立青森中央高等学校の前身）へ転勤。
1914年（大正3年）一家で弘前の鍛冶町に借家を借りて住む。自活の道を得るため、借家の軒下に「和洋裁縫手芸教授」の看板を下げる。1917年（大正6年）生徒の数が増え、北川端町の二階建ての一軒家に移り、裁縫のほか、生け花・茶の湯・習字も加えて教える。1918年（大正7年）上瓦ケ町25番地に「私立女子裁縫実践会」発足（生徒数は25）。1920年（大正9年） 「私立柴田和洋裁縫学校」に改名。やすは、戸籍を、青森市から弘前市上瓦ケ町25番地に転籍。1923年（大正12年）2月10日、設立認可。私立弘前和洋裁縫学校、開校。1927年（昭和2年）4月、学則を改正。校地拡張の募金のために翌年まで県内を巡る。1928年（昭和3年）11月、教育功労賞に選ばれ、市の功労者表彰でも、教育功労者として表彰される。1933年（昭和8年）11月3日、昭和謝恩会から女子実業教育に貢献し、女流教育家の模範であるとして表彰され、11月11日には、帝国教育会から功労賞が授けられる。
1935年～1936年（昭和10年～11年）秩父宮来校を記念し、校服を制定。1936年（昭和11年）11月、国防婦人会第三分会長に推され、献身的に活躍。1937年（昭和12年）母、ひさが老衰のため、亡くなる。享年80。同年7月、校地に隣接する中瓦ケ町14番地の土地、翌年四月には上瓦ケ町の土地を購入し、校地を拡張。タイプライター科設置。当時タイプライターは婦人女性の新しい職業として注目されていたので、やすは率先して導入した。1938年（昭和13年）6月20日、青森県教育会から表彰。25日には、市長から表彰。1940年（昭和15年）10月、教育功労者として、教育勅語50周年記念式典に参列。
1946年（昭和21年）財団法人柴田学園を設置し、自ら理事長になる。1950年（昭和25年）5月14日、開学式の壇上で式辞を読む最中、突然倒れ、急逝。死因は心臓麻痺。享年70。

## 人物
- 幼年期は逆境（父の死、など）に負けず、明るく利発で、学業も優秀だった。
- 非常に勉強熱心であった、東京で小学校に勤務するまでも、向学心に燃え、寸暇を惜しんで勉強し、東京実業女学校技芸部に通う。
- また、その一方で努力家でもあった。二十歳で結婚した時も、夫の勇吉が呉服屋を営んでいるにもかかわらず、遊びに出かけがちで、店を空けることが多く、その間やすが店を切り盛りしながらこどもを育てたり、学校を立ち上げるための資金集めのために郡部の農村を巡ったが、世間から「いんちき学校」「女山師」とののしられたりと、苦労は耐えなかったが、高山文堂（弘前和洋裁縫学校時の教員）などの協力者に励まされ、助けられ、開校に至る。

## 書籍
- 柴田やす女史追悼録
- ここに人ありき 柴田やす伝（柴田学園発行、船水清 著）
- 中学生のための弘前人物史（弘前市教育委員会 発行）